# Томас Бруссіг
То́мас Бру́ссіг (нім. Thomas Brussig; нар. 19 грудня 1964, за іншими джерелами 1965, Берлін) — німецький письменник і сценарист.

## Біографія
Томас Бруссіг провів дитинство в Східному Берліні, після школи здобув професійну будівельну освіту. Відслужив строкову військову службу у внутрішніх військах МВС. До 1990 року змінив декілька професій. 1990 року вступив до Вільного університету Берліна, де вивчав соціологію, потім перейшов до Вищої школи кіно імені Конрада Вольфа у потсдамському районі Бабельсберг, яку закінчив 2000 року з дипломом кіно- і теледраматурга.
Бруссіг дебютував у літературі 1991 року з романом «Акварельні фарби». 1995 року здобув популярність завдяки роману про Возз'єднання Німеччини «Герої як ми». Основна тема творчості Бруссіга — життя простих людей у НДР, аналіз і підбивання підсумків існування цієї держави. У своїх романах Бруссіг найрізноманітнішими шляхами звертається до подій того часу. Його твори були перекладені 28 мовами. Бруссіг — лауреат декількох нагород і премій, член різних журі та співзасновник любекської літературної «групи 05». У літньому семестрі 2012 року викладав поезію в Кобленцськом університеті.
1999 року Бруссиг працював над сценарієм фільму «Сонячна алея» режисера Леандера Гаусмана і згодом за підсумками цієї роботи написав свій третій роман «Сонячна алея». У тому ж році на екрани вийшла екранізація роману «Герої як ми» режисера Себастіана Петерсона. Томас Бруссіг також працював над сценарієм до фільму Леандера Гаусмана «ННА».
Томас Бруссіг проживає з сім'єю в Берліні і Мекленбурзі.

## Твори
- Акварельні фарби / "Wasserfarben."Aufbau-Verlag, Berlin 1991, ISBN 3-351-01871-1.
- Герої як ми / "Helden wie wir."Verlag Volk und Welt, Berlin 1995, ISBN 3-353-01037-8.
- Сонячна алея / Am kürzeren Ende der Sonnenallee."Verlag Volk und Welt, Berlin 1999 ISBN 3-353-01168-4.
- Життя до змужніння / " Leben bis Männer."S. Fischer, Frankfurt am Main 2001, ISBN 3-596-15417-0.
- Як воно сяє / "Wie es leuchtet."S. Fischer, Frankfurt am Main 2004, ISBN 3-10-009580-4.
- Берлінська оргія / "Berliner Orgie."Piper, München 2007, ISBN 3-492-05037-9.
- П'ятния спортивного судді / "Schiedsrichter Fertig."Residenz-Verlag, St. Pölten 2007, ISBN 3-7017-1481-9.
- Черв'як на вежі / «Der Wurm am Turm» mit Kitty Kahane (Co-Autorin). Hansisches Druck — und Verlagshaus, Frankfurt a.M. 2011, ISBN 3869210613.
- Такого немає в жодному російському фільмі / Das gibts in keinem Russenfilm. S. Fischer, Frankfurt am Main 2015, ISBN 978-3-10-002298-1.
- Найкращі наміри / Beste Absichten. S. Fischer, Frankfurt am Main 2017, ISBN 978-3-10-397243-6.

## Переклади українською
- Томас Бруссіг. Сонячна алея. Пер. з німецької Софія Онуфрів. — Львів: Кальварія, 2005.
- Томас Бруссіг. Як хлопці стають чоловіками, або чому футбол. Пер. з німецької Софія Онуфрів. — Львів: Кальварія, 2006.